# モーリッツ (ヘッセン＝カッセル方伯)
モーリッツ（Landgraf Moritz von Hessen-Kassel, 1572年5月25日 - 1632年3月15日）は、ヘッセン＝カッセル方伯（在位：1592年 - 1627年）。ヴィルヘルム4世とヴュルテンベルク公クリストフの娘ザビーネの子。学者伯（der Gelehrte）と呼ばれた。

## 生涯
1604年に叔父のヘッセン＝マールブルク方伯（Hessen-Marburg）ルートヴィヒ4世が子の無いまま死去、遺言でヘッセン＝カッセルとヘッセン＝ダルムシュタットに分割相続すること、教義をルター派から改宗しないことと取り決めた。しかし、モーリッツはヘッセン＝マールブルク方伯領を全て併合、教義もルター派からカルヴァン派に改宗したため、従弟のヘッセン＝ダルムシュタット方伯ルートヴィヒ5世と対立、1627年に退位、息子のヴィルヘルム5世に伯位を譲り、1632年にエシュヴェーゲで亡くなった。
音楽の後援者であり、ハインリヒ・シュッツとジョン・ダウランドの援助を行っていた。

## 子女
1593年、アグネス・ツー・ゾルムス＝ラウバッハと結婚、6人の子を儲けたが、アグネスは1602年に亡くなった。
1. オットー（1594年 - 1617年）
2. エリーザベト（1596年 - 1625年） - 1618年、メクレンブルク公ヨハン・アルブレヒト2世と結婚
3. 子（1597年）
4. 子（1599年）
5. モーリッツ（1600年 - 1612年）
6. ヴィルヘルム5世（1602年 - 1637年）

1603年、ナッサウ＝ジーゲン伯ヨハン7世の娘ユリアーネと再婚、14人の子を儲けた。3人の息子はそれぞれ分邦を与えられた。
1. フィリップ（1604年 - 1626年）
2. アグネス（1606年 - 1650年） - アンハルト＝デッサウ侯ヨハン・カジミールと結婚。
3. ヘルマン4世（ドイツ語版）（1607年 - 1658年） - ヘッセン＝ローテンブルク方伯
4. ユリアーネ（1608年 - 1628年）
5. ザビーネ（1610年 - 1620年）
6. マグダレーナ（1611年 - 1671年） - ザルム＝ライファーシャイト伯エーリヒ・アドルフと結婚。
7. モーリッツ（1614年 - 1633年）
8. ゾフィー（1615年 - 1670年） - シャウムブルク＝リッペ伯フィリップと結婚。
9. フリードリヒ（ドイツ語版）（1617年 - 1655年） - ヘッセン＝エシュヴェーゲ方伯
10. クリスティアン（1622年 - 1640年）
11. エルンスト1世（1623年 - 1693年） - ヘッセン＝ラインフェルス方伯、のちヘッセン＝ラインフェルス＝ローテンブルク方伯
12. クリスティーネ（1625年 - 1626年）
13. フィリップ（1626年 - 1629年）
14. エリーザベト（1628年 - 1633年）